# Kopaštvo
Kopaštvo je zgodnja oblika poljedelstva, ki je značilno za stari in zgodnji srednji vek.
Za obdelavo prsti so uporabljali izključno motike in tudi niso gnojili zemlje s pepelom (kot pri požigalništvu).
Ker se je taka zemlja hitro izčrpala, je bilo treba vsako leto preselili na drugo lokacijo. Tak način pridelovanje je bil boljši kot požigalništvo, saj je omogočal obdelovanje večje površine, pri čemer so pridelali tudi do enkrat več pridelka.